# Ferwoude
Ferwoude (en frison, Ferwâlde) est un village de la commune néerlandaise de Súdwest Fryslân, situé dans la province de Frise. 

## Géographie
Le village est situé dans l'ouest de la province de Frise, à 2 km à l'est de l'IJsselmeer et à 9 km au sud-ouest de Bolsward.

## Histoire
Ferwoude fait partie de la commune de Wûnseradiel jusqu'au 1er janvier 2011, où celle-ci est supprimée et fusionnée avec Bolsward, Nijefurd, Sneek et Wymbritseradiel pour former la nouvelle commune de Súdwest-Fryslân.

## Démographie
Le 1er janvier 2017, le village comptait 235 habitants.